# شهدادلی خمسیر
شهدادلی خمسیر، روستایی از توابع بخش کبگیان شهرستان دنا در استان کهگیلویه و بویراحمد ایران است.

## جمعیت
این روستا در دهستان کبگیان قرار دارد و براساس سرشماری مرکز آمار ایران در سال ۱۳۸۵، جمعیت آن ۴۶ نفر (۱۰خانوار) بوده‌است.